# 13474 Vʹyus
13474 Vʹyus (1973 QO1) là một tiểu hành tinh vành đai chính được phát hiện ngày 29 tháng 8 năm 1973 bởi Tamara Mikhaylovna Smirnova ở Đài vật lý thiên văn Crimean. Tênd for Yurij Sergeevich Vasil'ev, rector thuộc Saint Petersburg Polytechnical University.